# Pro Helvetia
La fondation Pro Helvetia est une fondation de droit public suisse, financée exclusivement par la Confédération suisse. Elle est chargée de la promotion de l'art et de la culture suisses contemporains à l'étranger ainsi que de représentations de la Suisse lors d'événements culturels internationaux. Elle a aussi pour vocation d'encourager en outre le dialogue culturel entre les régions du pays.
Le siège de Pro Helvetia est à Zurich abrite l'administration de la fondation. Pro Helvetia dispose de bureaux dans plusieurs villes du monde, qui mettent en contact les milieux artistiques et culturels de Suisse avec la scène et les institutions culturelles locales ainsi que le public intéressé.

## Histoire et base légale
Pro Helvetia a été fondée par l'arrêté du Conseil fédéral du 20 octobre 1939 comme organisation pour la promotion de la défense spirituelle,. En 1949, elle a été transformée en fondation de droit public.
La loi Pro Helvetia du 17 décembre 1965 a confié les tâches suivantes à la fondation :
- préservation et protection de la spécificité culturelle du pays ;
- promotion de la création culturelle, basée sur les conditions dans les cantons ainsi que dans les régions linguistiques et les milieux culturels ;
- promotion de l'échange culturel entre les régions linguistiques et les milieux culturels en Suisse ;
- entretien des relations culturelles avec l'étranger.

La loi Pro Helvetia a été partiellement révisée en 1970 et 1980 et remplacée à partir du 1er janvier 2012 par la loi sur l'encouragement de la culture, qui définit le mandat de Pro Helvetia comme suit : «La fondation promeut la diversité de la création artistique et culturelle suisse, fait connaître celle-ci, promeut la culture populaire et entretient les échanges culturels.» Ce mandat est concrétisé par le message culture, qui détermine les priorités de l'encouragement de la culture au niveau fédéral pour une période de quatre ans.
Les contributions fédérales à la fondation étaient initialement réglées dans la loi Pro Helvetia et s'élevaient à 3,0 millions de francs par an à partir de 1966, puis à 5,0 millions par an à partir de 1971. Depuis la révision partielle de la loi de 1980, la Confédération finance Pro Helvetia par des arrêtés ouvrant le crédit qui s'étendent sur quatre ans et se basent sur un programme adopté par le conseil de fondation.

Le bâtiment principal à Zurich
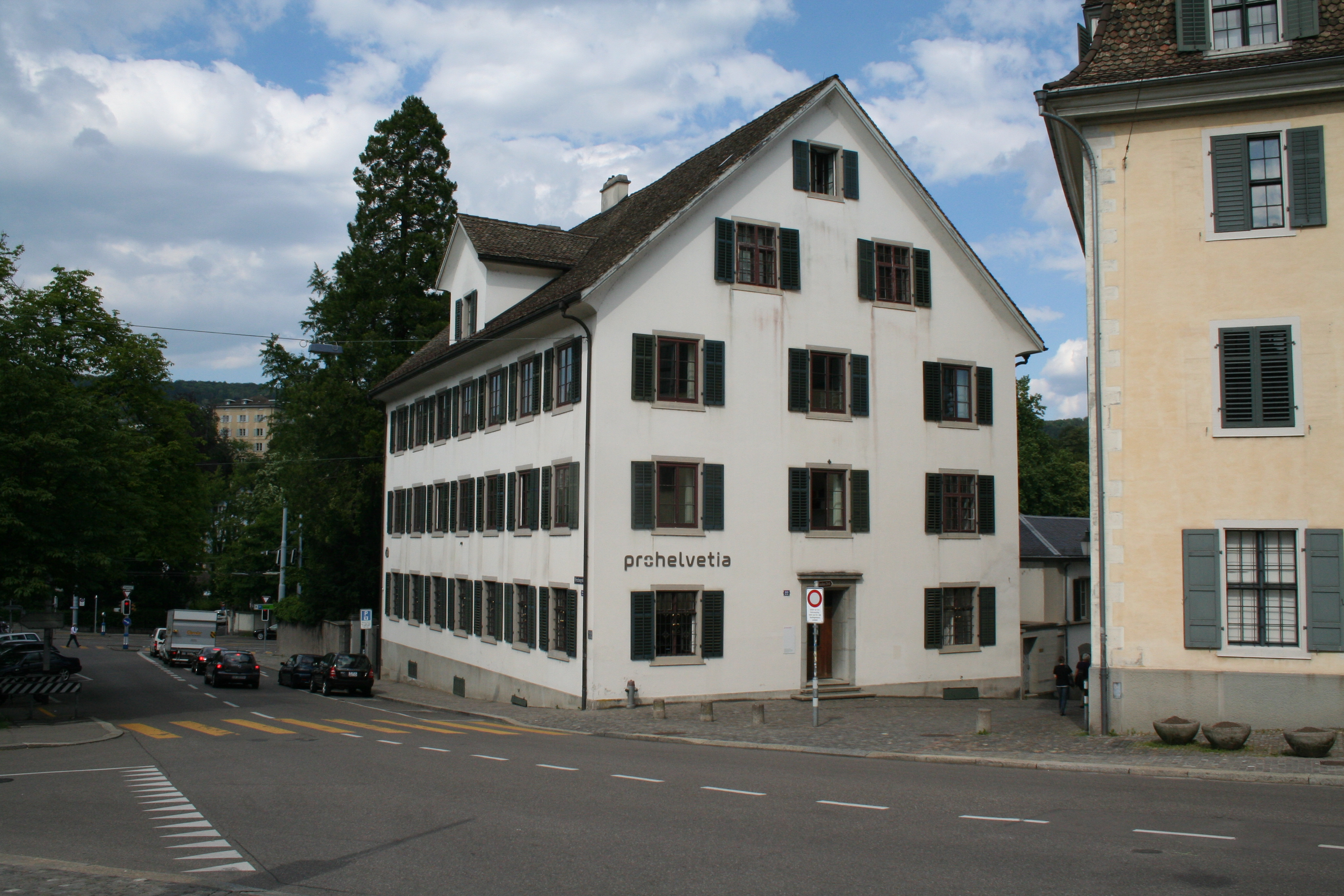
Haus zum Lindengarten, Siège opérationnel de Pro Helvetia au Hirschengraben à Zurich
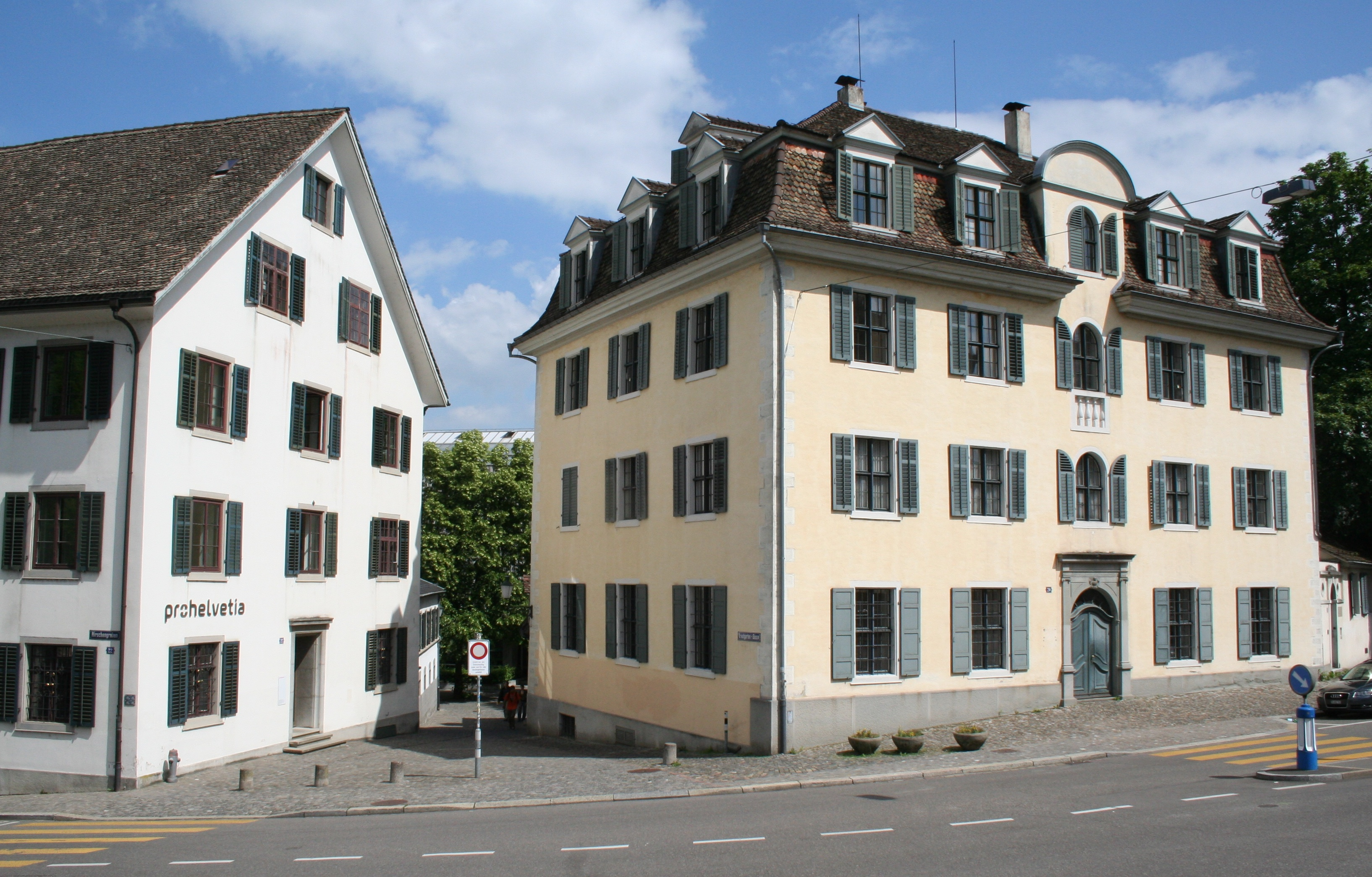
Vue dans la Krautgartengasse au Hirschengraben supérieur en direction du Lydia-Welti-Escher-Hof et du Kunsthaus, à droite : Haus zum Kiel
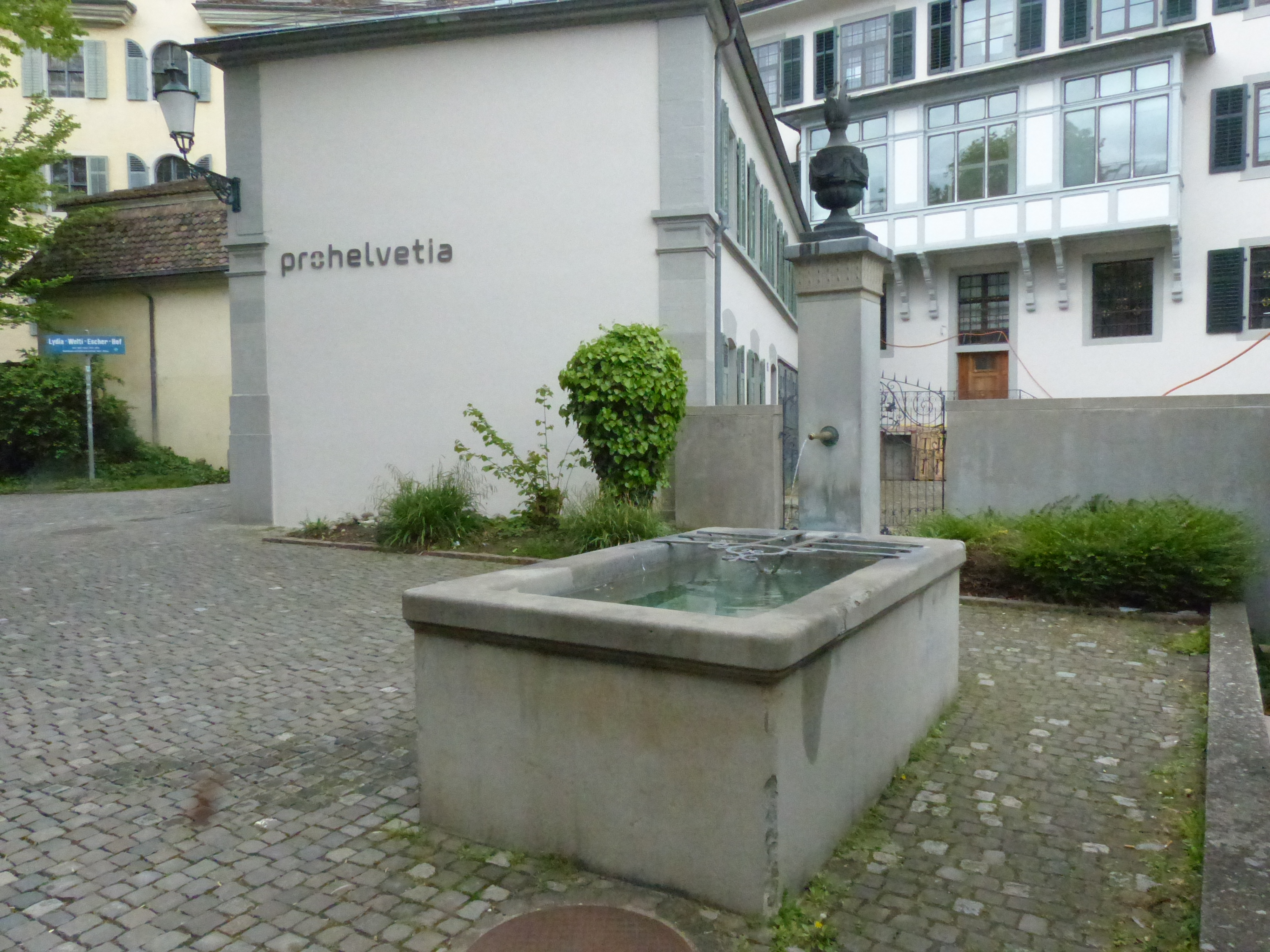
Siège opérationnel, vue de Lydia-Welti-Escher-Hof

## Présidents
Le président de la fondation est nommé par le Conseil fédéral pour un mandat de 4 ans, renouvelable une seule fois.

| Période     | Président              | Notes                                         |
| ----------- | ---------------------- | --------------------------------------------- |
| 1939 - 1943 | Heinrich Häberlin      | Ancien conseiller fédéral radical             |
| 1944 - 1952 | Paul Lachenal          | Ancien conseiller d'État                      |
| 1952 - 1964 | Jean-Rodolphe de Salis |                                               |
| 1965 - 1970 | Michael Stettler       | Ancien directeur du musée historique de Berne |
| 1971 - 1977 | Willy Spühler          | Ancien conseiller fédéral                     |
| 1978 - 1985 | Roland Ruffieux        | Historien                                     |
| 1986 - 1989 | Sigmund Widmer         | Ancien maire de Zurich                        |
| 1990 - 1997 | Rosemarie Simmen       | Députée soleuroise au Conseil des États       |
| 1998 - 2005 | Yvette Jaggi           | Socialiste vaudoise                           |
| 2006 - 2013 | Mario Annoni           | Ancien conseiller d'Etat radical bernois      |
| 2014 - 2023 | Charles Beer           | Ancien conseiller d'État socialiste genevois  |
| Dès 2024    | Michael Brändle        | Ancien fonctionnaire fédéral                  |

## Activité

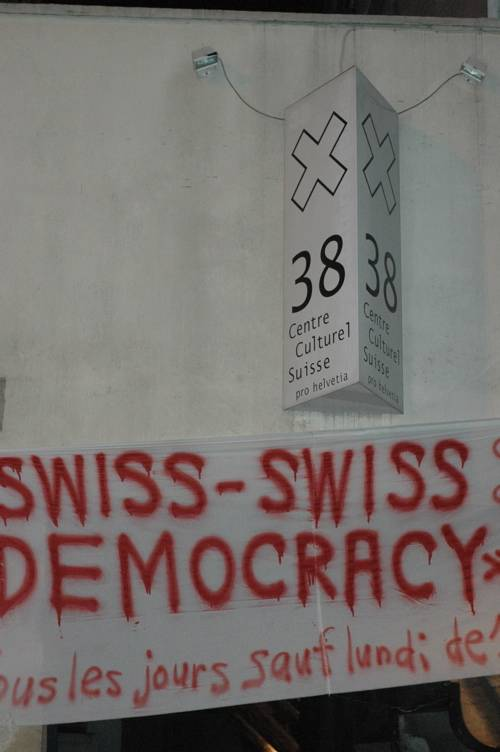
Centre culturel suisse de Paris (détail)

L’activité de la fondation englobe les tâches suivantes selon le message culture 2025-2028 :
- encouragement de la création artistique par des contributions à la création dans les domaines des arts de la scène, du design, de la littérature, de la musique et des arts visuels ;
- promotion des échanges culturels entre les communautés linguistiques et culturelles de Suisse par des contributions à des spectacles invités, des lectures, des séries de concerts, des expositions, des festivals, des traductions ou des manifestations de culture populaire contemporaine ;
- présentation de la culture suisse à l'étranger par le soutien de tournées de lecture, d'expositions et de traductions, ainsi que par le financement de représentations nationales lors de grands événements culturels ;
- création de nouvelles impulsions culturelles par le biais de programmes propres ou par la promotion de projets de tiers ;
- soutien à la relève (programmes de résidence et de coaching, possibilités de se présenter sur scène, offres de mise en réseau).

À l'exception du cinéma, Pro Helvetia est active dans toutes les disciplines artistiques : Arts scéniques (théâtre, danse), design, littérature, musique et arts visuels. Par mandat confié à la La Communauté d’intérêts pour la culture populaire Suisse et Principauté du Liechtenstein (CICP), elle soutient des projets novateurs dans le domaine de la culture populaire. La promotion de la cinématographie suisse a été transférée à la fondation Swiss Films le 1er janvier 2004 à la fondation.

## Présence à l'étranger
Pro Helvetia finance le Centre Culturel Suisse à Paris et participe aux programmes culturels de deux institutions suisses à l'étranger (Istituto Svizzero à Rome, Milan et Palerme; Swiss Institute à New York).
En plus, Pro Helvetia a des bureaux de liaison au Caire (depuis 1988), à Johannesburg (depuis 1998), à New Delhi (depuis 2007), à Shanghai (depuis 2010) et un bureau de liaison décentralisé en Amérique du Sud (depuis 2021). Le bureau de liaison à Moscou, ouvert en 2017, sera fermé à la fin de 2024.

## Polémique
En 2004, une exposition au Centre culturel suisse de Paris (CCSP) à Paris de l'artiste bernois Thomas Hirschhorn financée par Pro Helvetia, à hauteur de 180 000 francs suisses (la somme la plus importante investie jusqu'alors) a suscité la polémique. L'exposition représentait notamment une actrice qui vomit dans une urne et un acteur qui urine comme un chien devant une photo ressemblant beaucoup à celle de    Christoph Blocher. Ueli Maurer se dit alors choqué par l'exposition jugeant que Pro Helvetia est chargée de promouvoir la Suisse et non pas l'inverse. Christiane Langenberger qualifié le travail de Hirschhorn « douteux » et « insipide ». Pro Helvetia se défend dans un communiqué en affirmant que Hirschhorn est connu « pour son engagement sans compromis contre tout ce qu'il considère comme injuste et antidémocratique ». Comme conséquence directe du « scandale Hirschhorn », le Parlement fédéral a décidé le 16 décembre 2004 de diminuer le budget 2005 de Pro Helvetia de 1 million de francs.